# Рокка-Чильє
Рокка-Чильє (італ. Rocca Cigliè, п'єм. Ròca Sijé) — муніципалітет в Італії, у регіоні П'ємонт,  провінція Кунео.
Рокка-Чильє розташована на відстані близько 470 км на північний захід від Рима, 75 км на південь від Турина, 33 км на схід від Кунео.
Населення — 141 особа (2014).

## Демографія
Населення за роками:

Станом на 1 січня 2023 року в муніципалітеті офіційно проживало 11 іноземців з 4 країн, серед них 5 громадян країн Євросоюзу та 5 громадян України.

## Сусідні муніципалітети
- Кастелліно-Танаро
- Чильє
- Клавезана
- Марсалья
- Нієлла-Танаро